# Ellipse Programme
Ellipsanime (anteriormente conocido como Le Studio Ellipse, Ellipse Program y Ellipse Animation) es un estudio de animación francés que produce programas de televisión. Fue fundada en 1987. En febrero de 2000 se fusionó con Expand SA; Expand vendió la empresa a Dargaud en 2003 y se convirtió en Ellipsanime en 2004. En 2014, Ellipsanime compró los activos de Moonscoop S.A.
Ellipse ha trabajado con muchas otras empresas de animación, siendo un buen ejemplo la empresa de animación canadiense Nelvana Limited. Esta colaboración temprana se remonta a la adaptación animada para televisión de la franquicia My Pet Monster en 1987. La primera colaboración oficial fue en 1989 luego del lanzamiento de la coproducción de Nelvana y Ellipse, Babar: The Movie en 1989. Luego trabajaron en la serie animada Babar de 1989 a 1991. En 1991, Ellipse produjo Doug, la primera serie animada original de Nickelodeon, y producida en asociación con Jumbo Pictures y Nickelodeon Animation Studio. Desde entonces, Nelvana Limited coprodujo la serie de Ellipse de 1991 a 1996. Estos ejemplos de programas de Nelvana-Ellipse de la compañía serían Babar, Las aventuras de Tintín y Blazing Dragons. Ellipse (ahora Ellipsanime) ahora es propiedad de Dargaud, Inc.

## Producciones
- Akisi[2]
- Aliens Love Underpants
- Alta Donna[3]
- Babar (coproducción con Nelvana)[4]
- Babar: The Movie
- Babar: King of the Elephants (coproducción con Nelvana, Home Made Movies (rebautizada) y TMO-Loonland)
- Sabrina: The Animated Series (coproducción con Nelvana Treehouse y DIC Entertainment)
- Blake y Mortimer
- Blazing Dragons (coproducción con Nelvana)
- Chicken Town[5]
- Chumballs (coproducción con Les Films de la Perrine y Araneo Belgium)[6]
- Contraptus[7] (también conocido como Leonard)
- Cubitus (alias: Wowser)[8]
- Doug (solo temporadas 2-4; coproducción con Jumbo Pictures y Nickelodeon)
- Fennec (coproducción con France 3 y Cactus Animation)
- Kong: The Animated Series (coproducción con BKN Entertainment y Philippine Animation Studio)
- Miss BG (coproducción con Telefilm Canada)[9]
- My Pet Monster (coproducción con Nelvana)
- Nick & Perry (coproducción con M6, TFC Trickompany Filmproduktion, Junior y Westdeutscher Rundfunk)
- Rupert (coproducción con Nelvana y YTV, solo temporadas 1-3)
- Sonic Underground (animación, acreditado como Le Studio Ellipse)
- Sullivan[10] (también conocida como Clorophylle)
- Taratabong[11]
- Las aventuras de Tintín (coproducción con Nelvana)
- The Funny Little Bugs[12] (también conocido como 'Les Droles de Petites B-tes; también conocido como Funny Little Bugs)
- El show de Garfield[13]
- El libro de la selva (coproducción con DQ Entertainment International y ZDF Enterprises, solo temporada 3)[14]
- The Magic Roundabout[15][16] (también conocido como Le Manege Enchante)
- Roundabout[17][18]
- The Neverending Story (coproducción con CineVox y Nelvana)
- Yummy Toonies[19] (también conocido como Petit Creux)
- Wonder Wai[20]